# 梅纽因国际青少年小提琴比赛
梅纽因国际青少年小提琴比赛（英語：Yehudi Menuhin International Competition for Young Violinists，简称：Menuhin Competition）是小提琴家耶胡迪·梅纽因创办于1983年的国际性音乐比赛，由22岁以下的青少年小提琴家参加。早期比赛地点在英国福克斯通，1998年起在世界各大城市举办，每两年一次。

## 知名获奖者
- 吕思清（1983年少年组第五名）
- 尼科莱·斯奈德（1991年青年组第五名）
- 茱莉亚·费舍尔（1995年少年组第一名）
- 宁峰（2000年青年组第二名）
- 陈锐（2004年少年组第三名、2008年青年组第一名）
- 曾宇谦（2006年少年组第三名）
- 陈佳峰（2008年青年组第二名）
- 何子毓（2016年青年组第一名）
- 李映衡（2018年少年組並列第一名）
- 蔡珂宜（2018年少年組並列第一名）